# Друкарня (Троїцько-Іллінський монастир)
Друкарня — пам'ятка архітектури національного значення у Чернігові.

## Історія
Постановою Кабінету Міністрів УРСР від 24.08.1963 № 970 надано статус «пам'ятника архітектури національного значення» з охоронною № 819/8.
Встановлено інформаційну дошку.

## Опис
Входить до комплексу споруд Троїцько-Іллінського монастиря — ділянка історико-архітектурного заповідника «Чернігів стародавній», розташована на Болдиній Горі — вулиця Олександра Довженка, 92.
Одноповерховий, кам'яний, прямокутний у плані будинок з жерстяним дахом.
Близько 1674 року Лазар Баранович заснував друкарню в Новгород-Сіверському. 1679 року Лазар Баранович перевіз друкарню до Чернігова. Спочатку вона розміщувалася при архієпископській кафедрі, потім було перенесено на територію Троїцько-Іллінського монастиря. За перші 20 років роботи з'явилося 40 видань — переважно праці українських авторів тих часів (Лазаря Барановича, Йоанікія Ґалятовського, Данила Туптала), а також панегірики різним людям, що їх писали (Петро Армашенко, Іван Величковський, Іван Орновський, Петро Терлецький). Першими чернігівськими виданнями були «Псалтир» та «Буквар» (1680).
Значним видавничим центром Чернігівська друкарня залишалася і на початку XVIII століття, була третьою за величиною в Україні, поступаючись київським та львівським. Пожвавленню роботи видавництва у XVIII столітті сприяло відкриття Чернігівського колегіуму, викладачі якого брали активну участь у підготовці видань. 1730 року на території монастиря сталася пожежа, яка, зокрема, пошкодила друкарню. Відновив друкарню новий Чернігівський архієпископ Никодим Скребницький і 1743 року було випущено «Буквар» та «Перше вчення отроком» Феофана Прокоповича та кілька указів.
1786 року друкарня була перенесена до чернігівського архієрейського будинку.